# Aristobulus av Chalkis
Aristobulus av Chalcis, död 92 e.Kr., var härskare i Chalcis mellan 57 och 92 e.Kr. Han var också kung av Armenia Minor, en tillfällig titel, åren 55–72.